# Jerzy Flizikowski
Jerzy Flizikowski (ur. 23 września 1933 w Warszawie, zm. 6 stycznia 2002) – polski żużlowiec.
Wychowanek Stali Gorzów Wielkopolski. Reprezentował gorzowską Stal w latach 1955–1965. Zdobył z gorzowską drużyną 2 srebrne medale Drużynowych Mistrzostw Polski (1964, 1965).